# Aphonopelma chalcodes
Aphonopelma chalcodes, habitualment coneguda com a taràntula del desert occidental, taràntula rossa d'Arizona o taràntula rossa mexicana és una espècie d'aràcnid que pertany a la família Theraphosidae. La seva zona de distribució es limita als deserts de l'estat d'Arizona i llocs adjacents de Mèxic, però resulta molt comuna en el seu hàbitat habitual.

## Descripció
El nom de "taràntula rossa" es refereix a la seva prosoma, cobert de truges pàl·lides que contrasten amb les seves potes i abdomen foscos. El cos de la femella pot aconseguir fins a 5,6 cm; els mascles no solen depassar els 4,4 cm.
A part del verí que utilitzen per paralitzar a les seves preses algunes de les truges del seu abdomen estan dissenyades per a la defensa, produint un dany urticant. Si una taràntula és amenaçada, fregarà el seu abdomen contra el seu atacant. Les truges són molt difícil de retirar a causa de les barbes del seu disseny.

## Reproducció
Les taràntules mascle maduren sexualment entorn dels 10-12 anys, moment en què deixen els seus caus a la recerca de femelles. Les moltes taràntules que solen veure's en les carreteres i camins d'Arizona durant els últims mesos d'estiu (juliol, agost, setembre) solen ser mascles a la recerca de parella.
Quan troben el cau d'una femella receptiva, els mascles normalment anuncien la seva presència copejant la seda de l'entrada en una freqüència concreta a la qual la femella respon. Durant l'apareament el mascle ha de situar-se sota la femella per inserir el seu pedipalp en el seu gonòpor i dipositar el seu esperma. Durant l'apareament el mascle resulta molt vulnerable i pot acabar devorat per la femella. Fins i tot si sobreviuen a l'apareament, els mascles només viuen uns pocs mesos després d'haver-se reproduït.
Després de l'apareament, la femella diposita una posada d'ous en un cau, i de vegades roman al costat d'ells. Les cries romanen en el cau fins que es dispersen.

## Alimentació
Són depredadores nocturnes, i el seu aliment habitual consisteix en formigues i vertebrats petits. Durant el dia romanen en els seus caus excavats en el sòl i cobreixen l'entrada amb fils de seda.